# ستژگوو (استان اوپوله)
ستژگوو (به لهستانی: Strzegów) یک منطقهٔ مسکونی در لهستان است که در گمینا گرودکوو واقع شده‌است.